# Sten Åkerstedt
Sten Olof Åkerstedt, född 1 september 1926 i Vasa församling, Göteborg, död 10 december 1983 i Partille, var en svensk handbollsspelare. Han var högerhänt och spelade mittnia eller vänsternia i anfall.
Sten Åkerstedts moderklubb var Göteborgs IK:s juniorlag, där han spelade under skolåren. 1940 spelade han för Utsiktens BK:s juniorlag och senare för A-laget till 1944. Den 8 oktober 1944 debuterade han för Redbergslids IK, och spelade hela Säsongen 1944-1945 och de nio efterföljande, till och med säsongen 1954-1955. Han spelade i tio säsonger utan att missa en match, alltså 180 matcher på raken i allsvenskan. 1950 satte Sten nytt målrekord med 11 mål i en match i högsta serien. Efter Redbergslid representerade han Malmö FF, Gais och IK Heim innan han 1961 blev spelande tränare i HK Drott i slutet av sin karriär. Värvningen blev en vinstlott för HK Drott, som vann division 2 södra 1961/1962 och fick spela allsvenskt två år. Sen var spelarkarriären över men då hade han spelat elithandboll i 20 år. 
Sten Åkerstedt spelade också för svenska landslaget 82 landskamper 1945–1961 och blev Stor Grabb redan 1949 vid sin 20:e landskamp. Han var med och vann VM utomhus 1948 och inomhus 1954. Utomhus var Åkerstedt mycket bra spelare och han deltog i VM 1948 som Sverige vann och 1952 som Sverige tog silver i. I "Boken om handboll" sidan 162 under rubriken "Våra landslagsmän utomhus och deras mål" framgår att Åkerstedt gjort 19 landskamper, näst flest men hela 68 mål, mer än dubbelt så många som någon annan. Inomhus gjorde Åkerstedt debut mot Danmark i Mässhallen 1946 (9-7 till Sverige) och "15 sekunder före pausen slog Åkerstedt in sitt första landslagsmål". Sten Åkerstedt gjorde tre mål och var bästa målskytt.
Sten Åkerstedt är begravd på Kvastekulla griftegård i Partille.

## Meriter
- 4 SM-guld inne: 1947 med Redbergslid[6], 1954 med Redbergslid,[7] 1959 och 1960 med IK Heim
- 4 SM-guld utomhus
- VM-guld utomhus med svenska landslaget 1948[8]
- VM-silver utomhus med svenska landslaget 1952
- VM-guld inomhus 1954